# Peugeot Type 2
Peugeot Type 2 — автомобиль Peugeot, который был первым, сделанным для продажи. Кроме того, это первая модель с бензиновым двигателем. Его предшественник, Peugeot Type 1, приводился в движение паровой тягой.
Эмиль Левассор, друг Армана Пежо — основателя компании, объясняет ему достоинства двигателя внутреннего сгорания и сводит с Готлибом Даймлером. Чтобы произвести демонстрацию своих моторов, Даймлер приезжает во Францию, к Пежо. После встречи с основателем Mercedes-Benz Арман Пежо в 1890 году производит вторую модель своей автомобильной линейки — Peugeot Type 2. В отличие от своего предшественника, Type 2 имел уже четыре колеса и мог перевезти двух человек. Всего было произведено четыре автомобиля данной модели.
Весил этот самокатный экипаж полтонны, внешним видом походил на небольшую карету. Двухцилиндровый четырёхтактный двигатель (от Даймлера) — внутреннего сгорания, V-образный, располагался в задней части экипажа и приводил в движение машину посредством цепного привода, сообщающегося с задними колесами. Рабочий объём цилиндров равнялся 0,563 литра, что позволяло развивать мощность в одну лошадиную силу и разгоняться до скорости в 20 км/ч.